# Іванов Леонід Григорович
Леонід Григорович Іванов (рос. Леонид Григорьевич Иванов, нар. 25 липня 1921, Петроград — пом. 14 вересня 1990, Ленінград) — радянський футболіст, що грав на позиції воротаря, заслужений майстер спорту СРСР (1952).
Усю свою ігрову кар'єру провів виступаючи за ленінградський «Зеніт», у складі якого став володарем Кубка СРСР 1944 року і двічі визнавався найкращим воротарем СРСР, а також став першим футболістом ленінградського клубу, що зіграв в офіційному матчі за національну збірну СРСР.

## Біографія
Народився на Петроградській стороні в Петрограді. Почав грати в 1936 році в юнацькій команді ленінградського заводу «Електрик».

### Клубна кар'єра
У вищій лізі чемпіонату СРСР з футболу дебютував 22 травня 1939 року у віці 17 років у виїзному матчі першого туру проти московського «Спартака». Незважаючи на 4 пропущених м'ячі, молодий воротар вже в першому ж сезоні став основним голкіпером ленінградського «Сталінця» (так до 1940 року називався «Зеніт»), провівши 14 матчів. На наступний рік Леонід Іванов взяв участь у 18 матчах чемпіонату.
Чемпіонат СРСР 1941 року був перерваний розпочатою Німецько-радянською війною. Гравців «Зеніту» евакуювали в Казань з оптичним заводом разом з сім'ями та тренером Костянтином Лемешевим влітку 1942 року. Працюючи на заводі з 12-14 годин на добу, футболісти знаходили в собі сили тренуватися і проводити товариські матчі.
1944 року був відновлений розіграш Кубка СРСР, який ленінградський «Зеніт» сенсаційно виграв, обігравши послідовно «Динамо» (Москва) (3:1), «Динамо» (Мінськ) (0:0, перегравання 1:0), «Динамо» (Батумі) (1:0), «Спартак» (Москва) (3:2) і у фіналі — московський ЦДКА (2:1). Леонід Іванов зіграв ключову роль в успіху свого клубу, пропустивши за шість матчів усього 4 м'ячі.
У повоєнних чемпіонатах «Зеніт», як і до війни, був середньою командою, що не претендував навіть на медалі. Тим не менш, Леонід Іванов вважався одним з найкращих воротарів країни. Двічі — в 1950 і 1951 роках він називався № 1 на позиції воротаря в списку 33 найкращих футболістів сезону в СРСР. Леонід Іванов регулярно отримував запрошення про перехід в московські клуби «Спартак» і ВВС, але незмінно відмовлявся. Одного разу йому разом з одноклубником Фрідріхом Марютіним навіть довелося весь день ховатися від представниців футбольного клубу ВПС (який у той час курирував Василь Сталін), що прилетіли до Ленінграда, щоб примусити найкращих футболістів «Зеніту» перейти у ВПС.
Останній матч за «Зеніт» Леонід Григорович Іванов провів 21 жовтня 1956 року на стадіоні імені стадіоні імені Кірова в останньому турі чемпіонату проти «Динамо» (Київ) (5:1), будучи останнім з учасників ще довоєнних чемпіонатів СРСР.
Всього у вищій лізі чемпіонату СРСР Леонід Іванов зіграв 289 матчів, в яких він пропустив 440 м'ячів.

### Національна збірна
На початку 1950-х років було прийнято рішення вийти з міжнародної спортивної ізоляції та відправити радянську спортивну делегацію на літні Олімпійські ігри 1952 року в Гельсінкі. Леонід Іванов став основним воротарем збірної команди з футболу та захищав ворота у всіх трьох матчах команди. В офіційних матчах дебютував 15 липня 1952 року в місті Котка в матчі 1/8 фіналу проти збірної Болгарії. Поразка у чвертьфіналі турніру від збірної Югославії керівництвом Радянського Союзу було розцінено як ганьбу (відносини між Югославією та СРСР в той час були відверто ворожі), ряд гравців та тренерів були позбавлені звань майстрів спорту, а ЦДСА, як один з базових клубів збірної, був взагалі розформовано. Тим не менше, гра Леоніда Іванова на Олімпіаді нарікань не викликала, більше того, після повернення збірної з Фінляндії йому було присвоєно звання Заслужений майстер спорту СРСР.
Всього Леонід Іванов провів у складі збірної СРСР з футболу 9 ігор, в яких пропустив 12 м'ячів, у тому числі — 3 офіційних ігри (9 пропущених м'ячів).

### Тренерська кар'єра
Одразу по закінченні кар'єри гравця Іванов зайнявся тренерською діяльністю. Він тренував:
- футбольну команду Гомза, яка під його керівництвом дійшла до фіналу Кубка СРСР серед колективів фізкультури в 1957 році, а на наступний рік завоювала Кубок Ленінграда.
- команду «Онєжець» (Петрозаводськ)

### Життя поза футболом
Закінчивши з тренерською діяльністю, Іванов працював таксистом. Написав книгу «У воротах „Зеніта“», випущену 1976 року і перевидану 1987 року.
Помер 14 вересня 1990 року у Ленінграді де і був похований на Волковському кладовищі.

## Нагороди та досягнення
- Володар Кубка СРСР з футболу: 1944
- Орден «Знак Пошани»: 1957
- Заслужений майстер спорту СРСР: 1952
- В 1950 і 1951 роках він називався № 1 на позиції воротаря в списку 33 найкращих футболістів сезону в СРСР

## Факти та легенди
- Дебютувавши в збірній СРСР з футболу 15 липня 1952 року в місті Котка в матчі 1/16 фіналу XV Олімпіади проти збірної Болгарії, став першим футболістом ленінградського клубу, що зіграв в офіційному матчі збірної країни[3].
- Існує легенда, що після перемоги в Кубку СРСР 1944 року, «Зеніт» у повному складі був запрошений на урочистий обід на дачу одного високопоставленого чиновника. За традицією кришталевий кубок наповнили шампанським та пустили по колу. Коли черга дійшла до господаря дачі, кубок несподівано вислизнув з його рук. Іванов у красивому стрибку встиг зловити його у самої підлоги. Одноклубник Іванова, Борис Левін-Коган категорично заперечуючи реальність цієї події, додав: «Звучить красиво… Льоня точно точно так би зміг!»[4].

## Пам'ять
16 вересня 2004 року на будинку № 48 по Кузнецовській вулиці в Санкт-Петербурзі була відкрита меморіальна дошка.